# Spruce Knob
Pour les articles homonymes, voir Spruce.
Le Spruce Knob est le sommet de Spruce Mountain dans le comté de Pendleton en Virginie-Occidentale, aux États-Unis.
Avec 1 482 mètres d'altitude, c'est le point culminant de l'État et des monts Allegheny.

## Géographie

### Situation, topographie
Le sommet du Spruce Knob a un aspect résolument alpin, beaucoup plus que la plupart des autres sommets du sud des Appalaches. Il est accessible par des sentiers et par une route pavée du service des forêts. Il est surmonté d'une tour d'observation en pierre entourée d'un mélange de champs de blocs erratiques, de prairies et d'arbres.
Comme souvent dans cette région, le point culminant est appelé « knob » ou « dôme ». Le Spruce Knob est le plus haut point d'une chaîne appelée Allegheny Front (en). En allant vers l'est, il offre une vue sur la vallée Germany (en) et North Fork Mountain (en) et vers l'ouest sur le plateau des Allegheny. Il est également le plus haut point du bassin versant de la baie de Chesapeake.

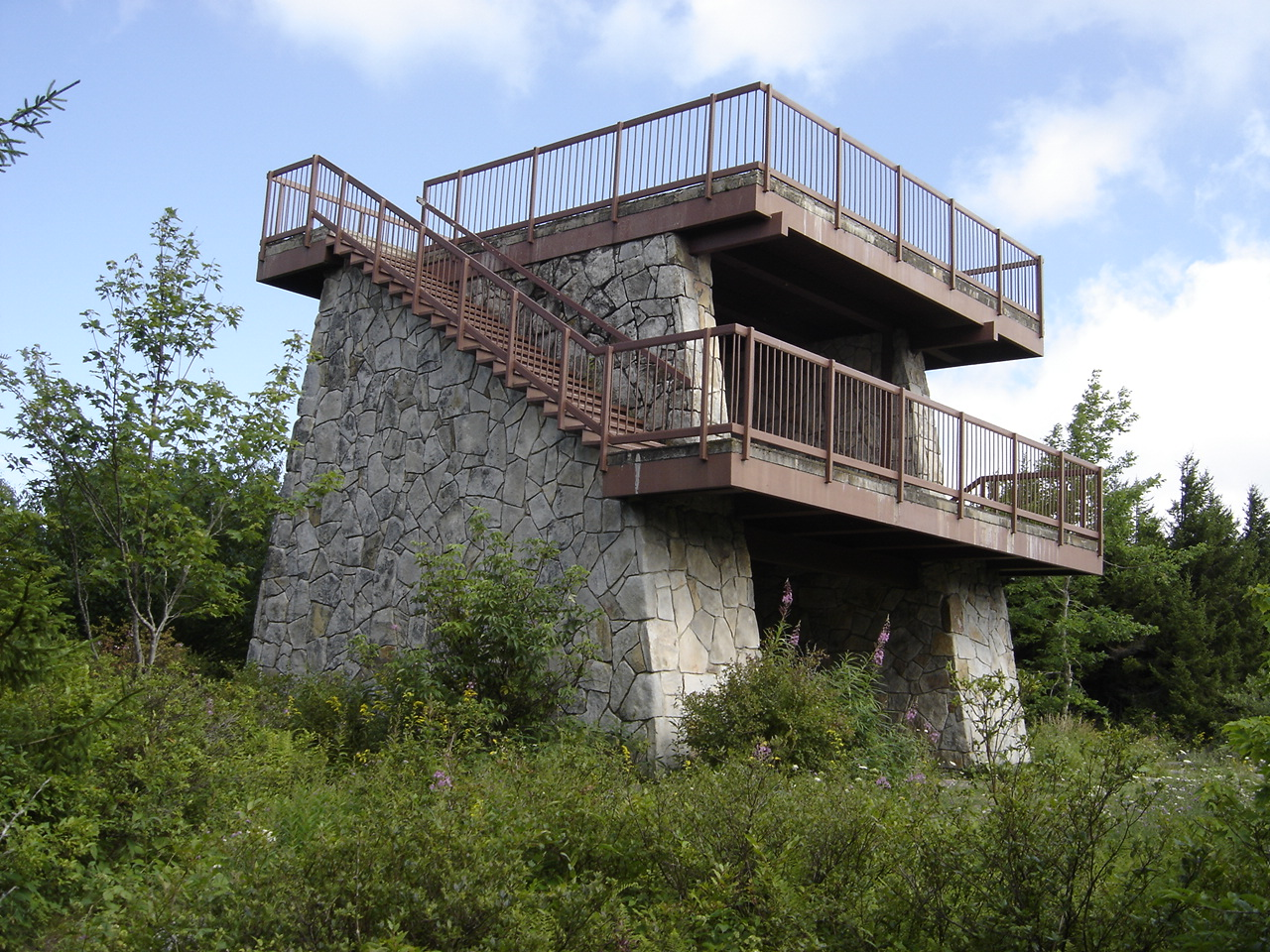
La tour d'observation.
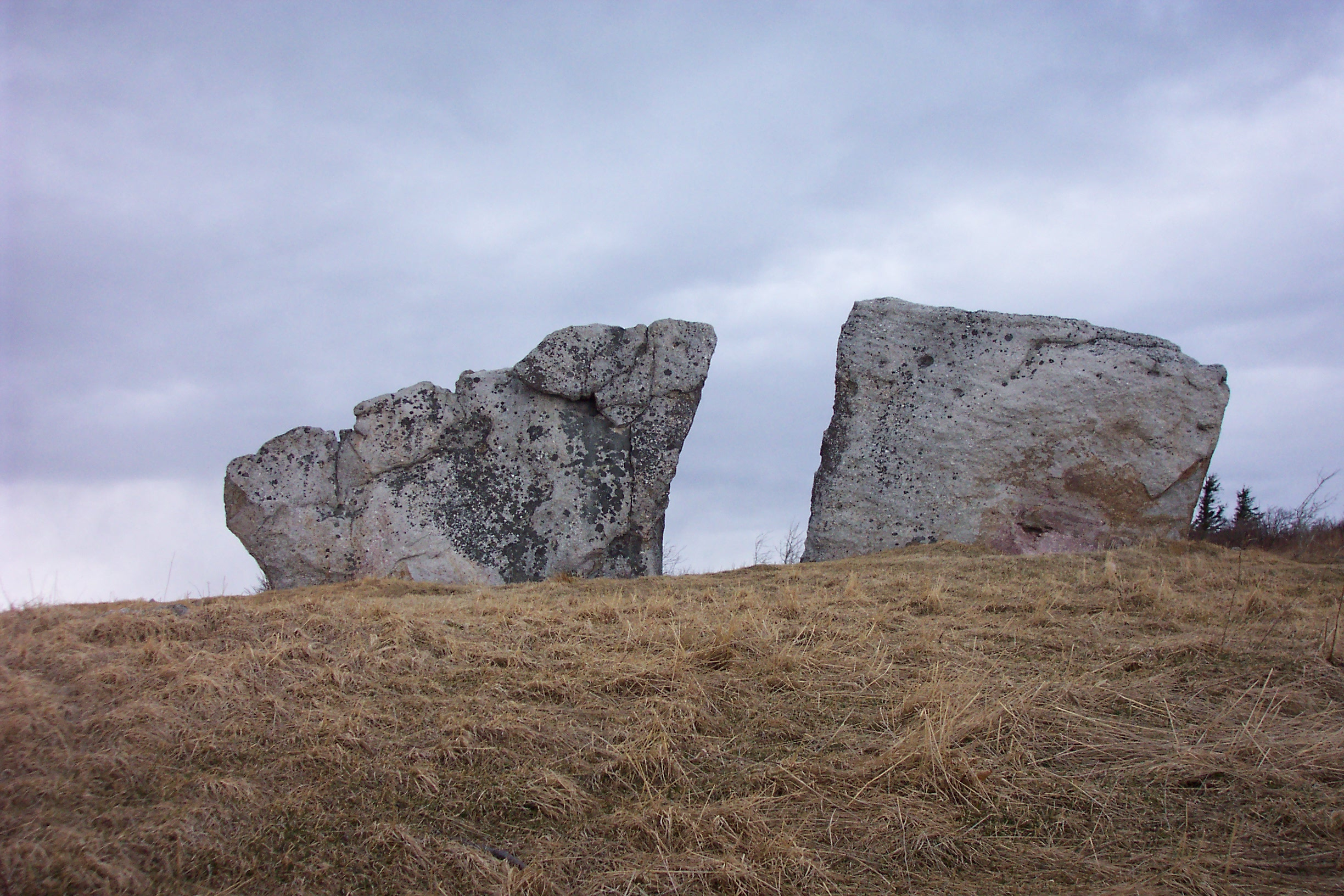
Rochers sur la montagne.

### Géologie
Le Spruce Knob est constitué de couches résistantes de roches sédimentaires gréseuses propres aux Appalaches, dites formation de Pottsville (en).

### Climat

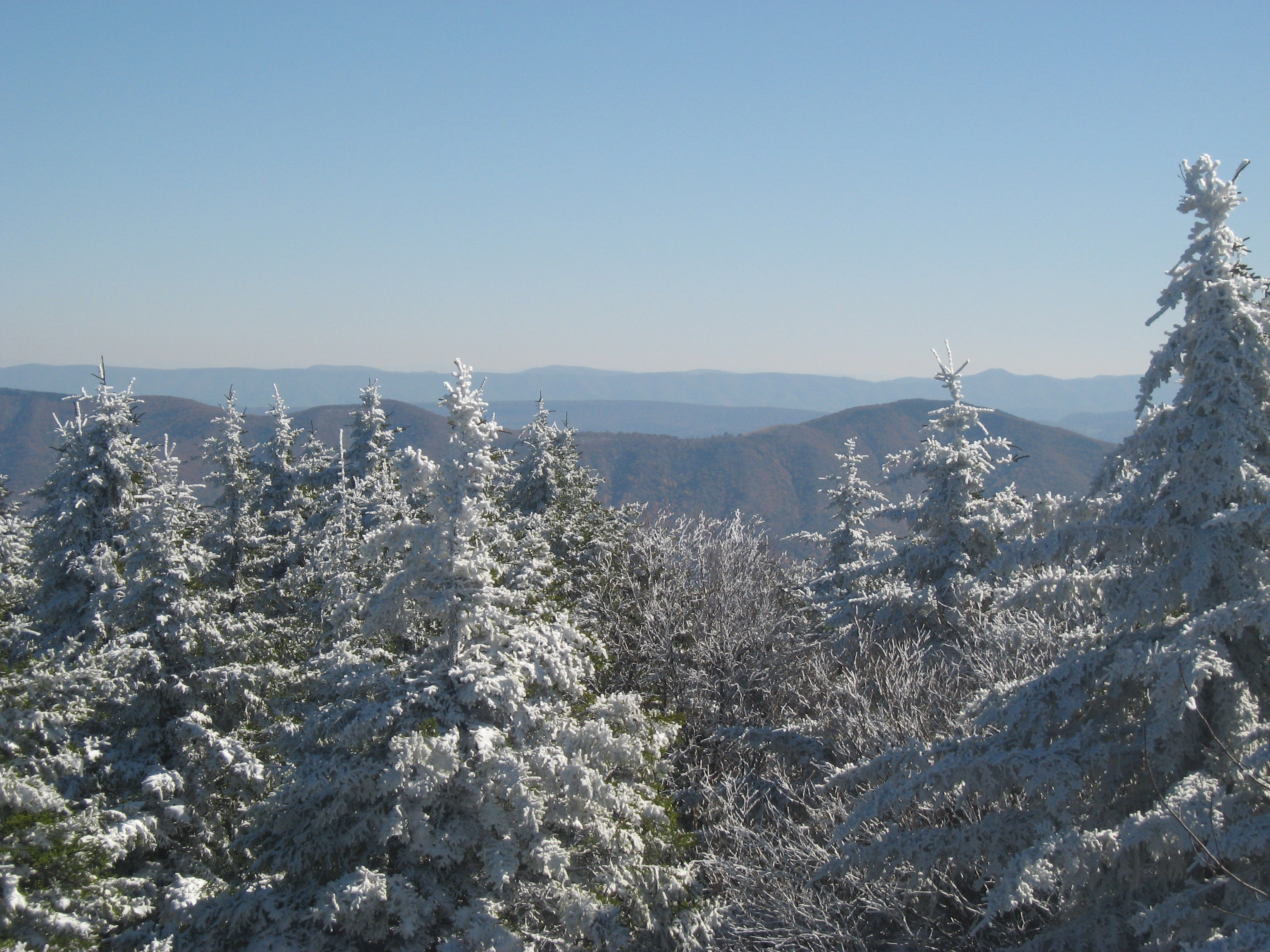
Vue du sommet enneigé en octobre.

Le climat peut être considéré comme continental froid. Les étés sont frais et humides, avec des orages aussi bien au printemps qu'en été. Les hivers sont froids et neigeux avec une hauteur moyenne des chutes de 4,1 m/an, ce qui rend la route du sommet inaccessible d'octobre à avril.

### Faune et flore

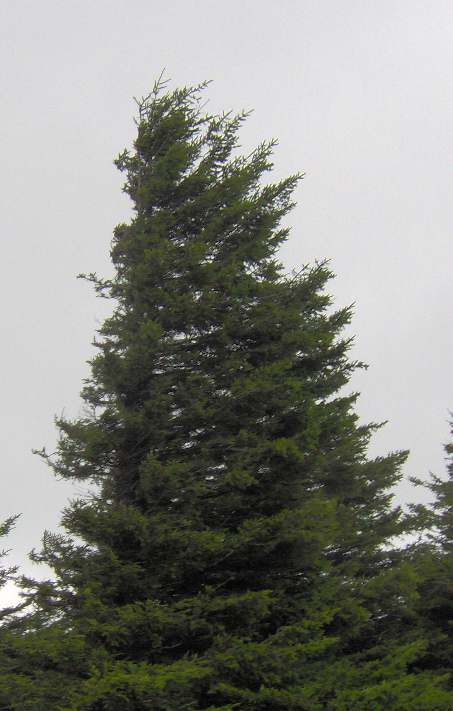
Les effets du vent sur un épicéa.

Le Spruce Knob est couvert d'une forêt dense d'épicéas (spruce en anglais), un vestige des forêts boréales comme on en rencontre en Nouvelle-Angleterre ou au Canada. Les vents violents ont modelé les épicéas en krummholz, dirigés vers l'est comme des drapeaux.
L'épinette rouge est l'espèce la plus commune. Les altitudes plus basses sont recouvertes de chênes, de caryers, de bouleaux, de hêtres et d'érables.
Le pygargue à tête blanche, le faucon et le faucon pèlerin se rencontrent fréquemment. Parmi les mammifères, on trouve l'ours noir, le cerf de Virginie, la belette, le porc-épic, la mouffette et le lapin.

## Activités

### Protection environnementale

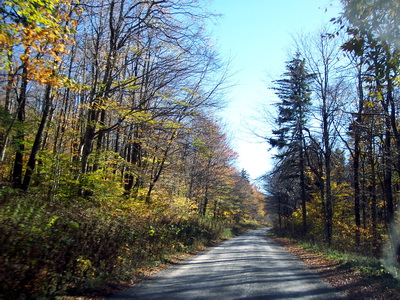
Route menant au Spruce Knob.

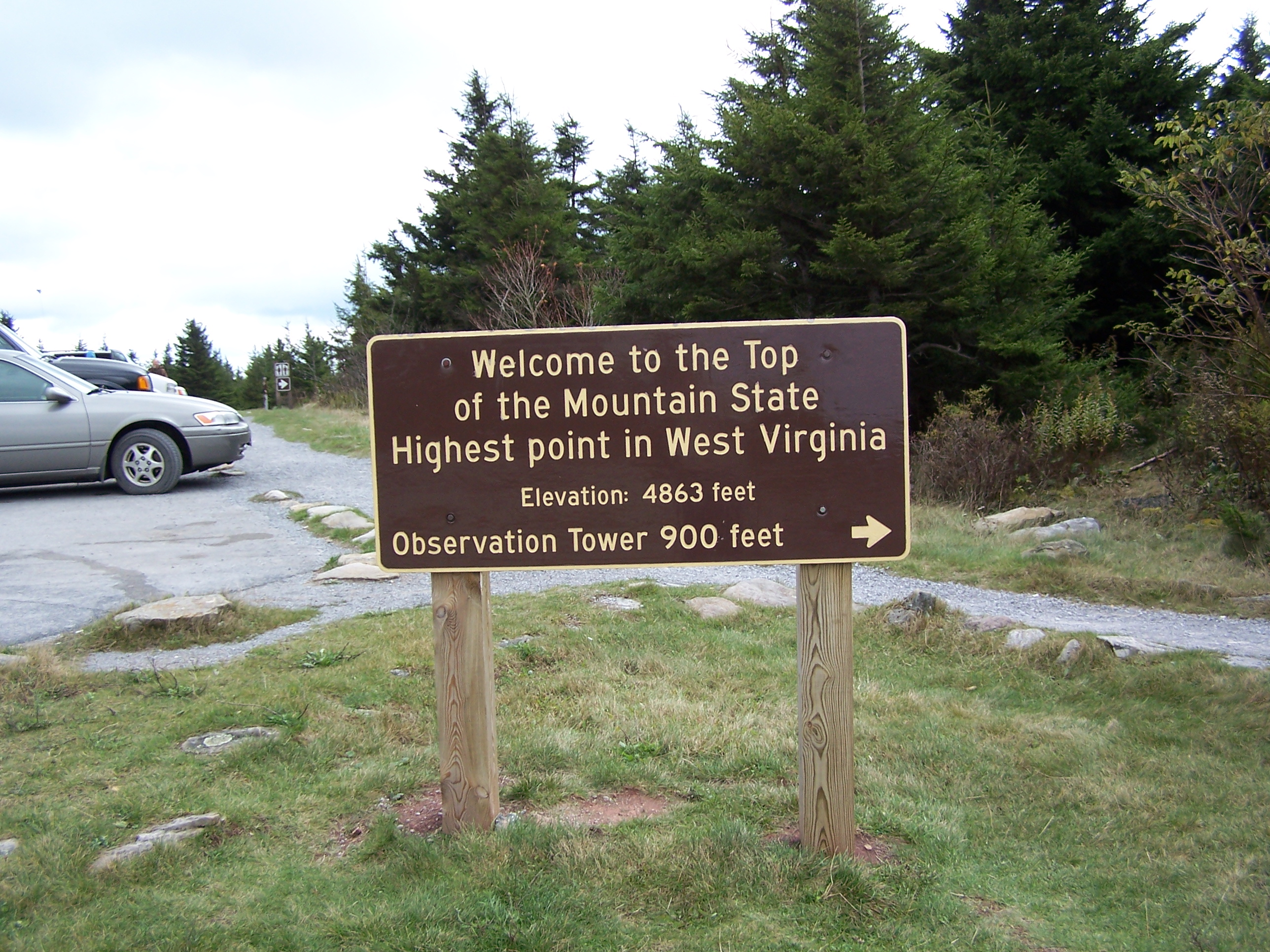
L'arrivée de la route au sommet.

Le Spruce Knob fait partie de la Spruce Knob-Seneca Rocks National Recreation Area (en) qui est elle-même une partie de la forêt nationale de Monongahela. Créée en 1965, il s'agit de la première aire protégée du service des forêts du pays ; elle possède une superficie de 40 000 ha.

### Tourisme
Il existe plus de 120 km de sentiers sur la montagne, un petit lac de 10 ha pour la pratique de la pêche à la truite sur le versant ouest et deux terrains de camping.
La route d'accès est longue de trois kilomètres à partir de la U.S. Route 33 puis de la Route 28 de Virginie-Occidentale au sud de Riverton (en).
Deux routes forestières ont été réaménagées pour accéder plus facilement au sommet,. Elles ne sont pas entretenues pendant l'hiver. Les conditions météorologiques d'octobre à avril ne garantissent jamais de pouvoir accéder à la montagne.